# Паскаль, Кристель
Кристе́ль Паска́ль-Сеони́ (фр. Christel Pascal-Saioni; род. 6 октября 1973, Гап) — французская горнолыжница, наиболее успешно выступавшая в слаломе. Представляла сборную Франции по горнолыжному спорту в 1992—2006 годах, серебряная и бронзовая призёрка чемпионатов мира, победительница этапа Кубка мира, пятикратная чемпионка французского национального первенства, участница зимних Олимпийских игр в Солт-Лейк-Сити.

## Биография
Кристель Паскаль родилась 6 октября 1973 года в городе Гап департамента Верхние Альпы, Франция.
В 1992 году вошла в состав французской национальной сборной и побывала на чемпионате мира среди юниоров в словенском Мариборе, откуда привезла награду серебряного достоинства, выигранную в слаломе — пропустила вперёд только местную словенскую горнолыжницу Уршку Хроват.
Начиная с 1994 года состояла уже во взрослой сборной и регулярно принимала участие в соревнованиях, проводившихся под эгидой Международной федерации лыжного спорта, в частности дебютировала в Кубке мира и Кубке Европы.
В 1997 году выступила на мировом первенстве в Сестриере, где финишировала в слаломе восемнадцатой. Два года спустя на аналогичных соревнованиях в Вейле повторила этот результат. 
В сезоне 1999/2000 одержала первую и единственную победу в Кубке мира, выиграв слалом на этапе в американском Коппер-Маунтин.
На чемпионате мира 2001 года в Санкт-Антоне завоевала в слаломе серебряную медаль, уступив лидерство шведке Ане Персон.
Благодаря череде удачных выступлений удостоилась права защищать честь страны на зимних Олимпийских играх 2002 года в Солт-Лейк-Сити — в слаломе сошла с дистанции во время первой попытки и не показала никакого результата, тогда как в гигантском слаломе заняла итоговое 25 место.
После Олимпиады Паскаль осталась в главной горнолыжной команде Франции и продолжила принимать участие в крупнейших международных соревнованиях. Так, в 2003 году она выступила на мировом первенстве в Санкт-Морице, где стала в слаломе двенадцатой.
В 2005 году на чемпионате мира в Бормио вновь показала в слаломе двенадцатый результат, при этом в командных соревнованиях завоевала бронзовую медаль.
Впоследствии оставалась действующей спортсменкой вплоть до 2006 года. В течение своей спортивной карьеры Кристель Паскаль в общей сложности девять раз поднималась на подиум Кубка мира, в том числе имеет в послужном списке одну золотую медаль, шесть серебряных и две бронзовые. Ей так и не удалось выиграть Хрустальный глобус, но в одном из сезонов она была в слаломе второй. Наивысшая позиция в общем зачёте всех дисциплин — 12 место. Является, помимо всего прочего, пятикратной чемпионкой Франции по горнолыжному спорту.
Была замужем за французским горнолыжником Кристофом Сеони, участником двух Олимпийских игр. Ныне в разводе.